# Qüestió de competència
Hom anomena qüestió de competència el conflicte que sorgeix quan diversos jutjats o tribunals s'estimen competents per conèixer del mateix assumpte o, per contra, cap d'ells es considera competent per concertar l'assumpte, i caldrà determinar a qui correspon conèixer del cas.

## Classes
La qüestió de competència pot ser declinatòria o inhibitòria. La declinatòria es proposa davant el jutge o tribunal a qui es considera incompetent, demanant-li que se separi del coneixement de l'assumpte i que remeti les actuacions a allò que tingui per competent. Per contra, la inhibitòria es presenta davant del jutge o tribunal que es consideren competents, però que no estan coneixent el cas, amb petició formal que dirigeixi l'ofici al que s'estimi no ser-ho, perquè s'inhibeixi i remeti les actuacions.

## Forma de resoldre les qüestions de competència
En general, les qüestions de competència es resolen a través de la jerarquia dels òrgans del poder judicial. L'immediat òrgan judicial superior jeràrquic comú als jutges o tribunals als quals afecta la qüestió de competència serà qui decideixi quin òrgan ha de conèixer de l'assumpte.